# Museum of Contemporary Art (Chicago)

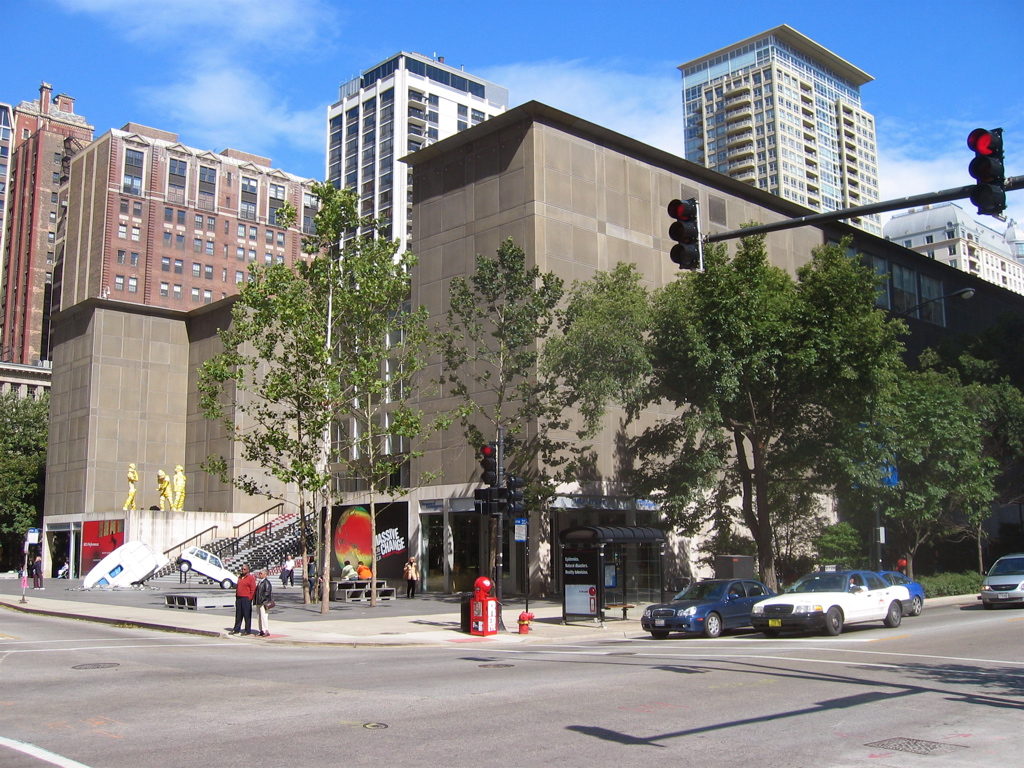
Museum of Contemporary Art Chicago

Das Museum of Contemporary Art (MCA) ist ein 1967 gegründetes Museum für zeitgenössische Kunst in Chicago. Das 1996 fertiggestellte Gebäude des MCA war das erste Projekt des deutschen Architekten Josef Paul Kleihues in den USA.

## Vorgeschichte
Das Museum ist eines der größten Kunstmuseen für moderne und zeitgenössische Kunst in den Vereinigten Staaten. Es gibt einen umfassenden Überblick über die Kunst seit 1945 und schließt mit seiner Sammlung chronologisch weitgehend an die Sammlung des Art Institute of Chicago an. Das MCA wurde 1967 gegründet. Es hatte anfangs seine Ausstellungsräume in dem Gebäude einer ehemaligen Großbäckerei. Die Eröffnungsausstellung des neu gegründeten MCA hatte den Titel Pictures To Be Read/Poetry To Be Seen, es folgte Claes Oldenburgs Projects for Monuments und Dan Flavins erste Museums-Einzelausstellung Pink and Gold. Das alte Museumsgebäude wurde schließlich auch von Christo „eingepackt“. Es war die erste Aktion dieser Art von Christo in den Vereinigten Staaten. Der erste Direktor war Jan van der Marck. Er beauftragte Wolf Vostell im Jahr 1970 die Skulptur Concrete Traffic in Chicago zu realisieren.
Nach einem umfangreichen Wettbewerb wurde im Mai 1991 der Entwurf des Architekten Josef Paul Kleihues ausgewählt, der zuvor unter anderem bereits das Museum für Vor- und Frühgeschichte in Frankfurt am Main (1980–86) und die Städtische Galerie und Lütze Museum in Sindelfingen (1987–90) entworfen hatte. Die Bauzeit des MCA war von 1994 bis 1996. Der vierstöckige Neubau gegenüber dem Wasserturm von Chicago (Old Water Tower) wurde 1996 eingeweiht und umfasst insgesamt ca. 12.500 m², davon ca. 3.600 m² Ausstellungsfläche.

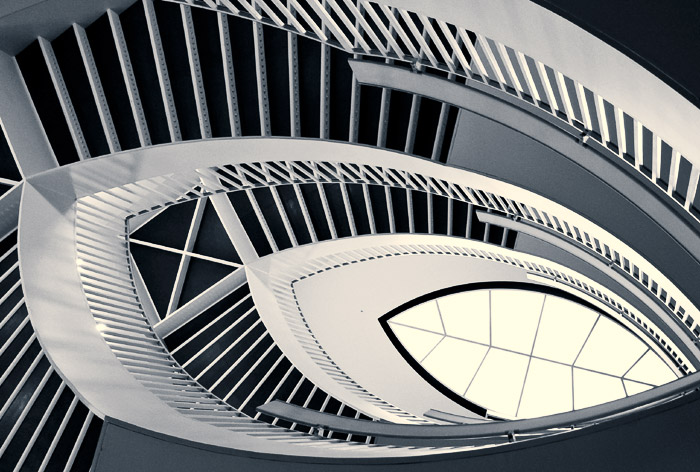
Treppen im Inneren des Museums

## Zitat
„Chicagos neues Museum nutzt diese Kraft. Es bringt die Kunst zurück in eine Hülle, an die Spitze der Treppe zum Parnass, und schmeichelt so unzweifelhaft den Künstlern, so wie es die zeitgenössische Kunst unterminiert. Die Treppe ist stattlich, und so ist auch die Hülle. In seiner Bedachtheit und Makellosigkeit erinnert der Kleihues‘sche Entwurf an das Goldene Zeitalter der Architektur Chicagos. Das suchende, rastlose Verlangen der heutigen Zeit versucht er hingegen nicht zum Ausdruck zu bringen.“

## Sammlung
Die ständige Sammlung der Kunst nach 1945 (post war) ist über alle Jahrzehnte repräsentativ, meist mit Werkgruppen der Künstler, vertreten. Aus den 1940er bis 1960er Jahre werden Arbeiten unter anderem von Francis Bacon, Joseph Beuys, Alexander Calder, Dan Flavin, Jasper Johns, Christo, Claes Oldenburg, Gordon Matta-Clark und Andy Warhol gezeigt, die 1970er bis 1990er Jahre sind mit Chris Burden, Chuck Close, Jeff Koons, Bruce Nauman, Richard Prince, Ben Schonzeit und Cindy Sherman vertreten. Von den zeitgenössischen Künstlern sind Werke von Matthew Barney, Andreas Gursky, Jim Hodges, Judy Ledgerwood, Kerry James Marshall, Catherine Opie, Paul Pfeiffer und Jeff Wall zu sehen. 
Deutschsprachige Künstler sind ebenfalls mit repräsentativen, zum Teil großformatigen Werken in der Sammlung vertreten, unter anderem: Bernd und Hilla Becher (Kühltürme, 1983), Thomas Demand (Poll, 2001), Anselm Kiefer (Banner, 1990), Sigmar Polke, (Asche zu Asche, 1992), Thomas Ruff (Portrait Heinz Haussmann, 1988), Dieter Roth, (Stempelkasten, 1968), Thomas Schütte (Ganz große Geister, 2004) und Franz West mit Blue, 2006. Die Werkgruppe Eis (1989) von Gerhard Richter befindet sich allerdings in der Sammlung des Art Institute of Chicago.
Neben der Präsentation der ständigen Sammlung finden auch Wechselausstellungen statt. 1988 wurde eine Ausstellung mit Werken von Gerhard Richter gezeigt, 1991 fand eine Retrospektive von Sigmar Polke statt. 2000 war im Skulpturengarten eine Installation von Tobias Rehberger und 2001 eine von Katharina Fritsch zu sehen. 2003 wurde der japanische Fotograf Hiroshi Sugimoto vorgestellt und 2006 wurde eine Retrospektive des Fotografen Wolfgang Tillmans gezeigt.